# Charles Cumming
Charles Cumming (Ayr, Escocia, 5 de abril de 1971) es un escritor británico de novelas de espionaje. 
Charles Cumming es hijo de Ian Cumming (n. 1938) y Caroline Pilkington (n. 1943). Se educó en la Ludgrove School (1979-1984), Eton College (1985-1989) y la Universidad de Edimburgo (1990-1994), donde se graduó en Literatura inglesa. 
En 1995, Cumming fue contratado por el Servicio Secreto de Inteligencia del Reino Unido (MI6), aunque no llegó a completar su formación para este ente. En 1996, se trasladó a Montreal y en 2001, publicó su primera novela A Spy by Nature en la que aprovechaba su conocimiento del mundo de los servicios secretos. Ese mismo año se estableció a vivir en Madrid. De su experiencia en España, apareció la novela The Spanish Game, publicada en 2006.
El periódico británico The Observer lo ha descrito como "el mejor de la nueva generación de escritores británicos de espionaje que han tomado el relevo de John le Carré y Len Deighton" y el diario EL PAÍS lo considera "un maestro de las novelas de espionaje", gracias a su conocimiento de la inteligencia británica, a la que perteneció un tiempo y de su apuesta literaria sencilla y eficaz.

## Novelas
- A Spy by Nature (2001), ISBN 0-14-029476-7, (Alec Milius)
- The Hidden Man (2003), ISBN 0-14-029477-5
- The Spanish Game (2006), ISBN 0-14-101783-X, (Alec Milius)
- Typhoon (2008), ISBN 0-14-101802-X
- The Trinity Six -El sexto hombre- (2011), ISBN 0-312-67529-1
- A Foreign Country -En un país extraño- (2012), ISBN 0-00-733783-3, (Thomas Kell)
- A Colder War (2014), ISBN 0-00-746747-8, (Thomas Kell)
- A Divided Spy (2016), ISBN 0-00-746751-6, (Thomas Kell)